# マハーワンサ
マハーワンサ (巴: Mahāvaṃsa, 訳：大史, Mhv. あるいは Mhvs. とも略す) はスリランカの王についての物語をパーリ語で詠んだ叙事詩である。成立の最初期には、古代のベンガル西部のラール地方からウィジャヤ王が紀元前543年にスリランカに来たことに始まり、マハーセーナ王の死までが含まれている。
マハーワンサの印刷、製本および英語への翻訳は1837年にジョージ・ターナー （歴史家でセイロン政府の公務員でもあった）によってなされた。ドイツ語への翻訳は1912年のヴィルヘルム・ガイガー (Wilhelm Geiger) によるものが最初であるが、このドイツ語訳がメイベル・ヘインズ・ボード (Mabel Haynes Bode) によって、ガイガーの校訂の元、さらに英語に翻訳された。

## 歴史
アヌラーダプラ大僧院（大寺派)の僧侶たちが、紀元前3世紀からスリランカの歴史の記録を語り継いでいた。バラバラだったそれぞれの記録を、5世紀に仏教の僧侶マハーナーマ (Mahanama of Anuradhapura) が統合して一つの物語とした。これは、元はシンハラ語で伝承されたとされるアッタカター文献類の内容が根底にある。マハーナーマはアッタカターの内容を全面的に真実であるとし、その旨をマハーワンサの前文「マハーワンサ・ティーカー (Mahāvaṃsa-ṭīkā)」に述べている。またマハーワンサは、同じく古い歴史の記述であるディーパワンサ (島史、パーリ語) を拡張したような構造になっている。ディーパワンサは、マハーワンサよりも記述量は少ないが、やはりシンハラ語の記述に基づいて成立したと考えられている。
マハーワンサに付属して伝えられていて、シンハラ語を母語とする僧侶によって翻訳されたと考えられているチューラワンサ（小史）は、4世紀から1815年にスリランカが大英帝国に征服されるまでの歴史をカバーしている。その長い歴史の中でチューラワンサはたびたび編纂され直している。
「マハーワンサ」は場合によってはチューラワンサを含んで指されることがあるが、その場合は2000年以上にわたる歴史の記述であり、中断や途切れた部分のない記述としては世界で最長である。またウィジャヤ王がランカー島に来る前の、ナーガ (Nāgas、en) 族やヤッカ族 (Yakkha、en) に関する記述としてはほとんど唯一である。
またマハーワンサにはインドの王朝の歴史も含まれており、インド亜大陸における当時を伝える貴重な資料でもある。特にマウリヤ朝のアショーカ王を聖なるものと見るようになる (聖別) 年代を示す点で貴重であり、これによってアレクサンダー大王やセレウコス朝との関係を推察することができる。
インドのサンチを始めとしていくつかの場所で、アショーカ王に関するマハーワンサの記述が正しいことが確認されている。またスリランカの島内では主にシンハラ語の碑文が多数発見されており、マハーワンサの記述の傍証となっている。この点で、マハーバーラタやラーマーヤナなどが史実に関する記述をもたないのと対称的である。もしマハーワンサに史実を記録すると言う特質がなければ、ルワンウエリサーヤ (Ruwanwelisaya)、ジェータワナラーマヤ (Jetavanaramaya)、アバヤギリ・ダーガバ (Abhayagiri Dagaba) などのアヌラーダプラのストゥーパは知られないままだった可能性もある。

## 仏教との関連
マハーワンサは、仏教においてはいわゆる正典ではないが、スリランカで歴史が始まって間も無い頃の当地の宗教について述べられており、仏陀のいた時代と近いことから、これは上座部仏教に関する重要な資料とされている。またインドにおける仏教の歴史についても、仏陀の死、その後に現れてダルマを研究したいくつかの宗派などについての記述が見られる。最終章では、これらの流れが廃滅する所までが描かれている。
マハーワンサの各章の末尾は、聖なる貴い喜び("serene joy of the pious")のために書かれたと結ばれている。そのことなどから、マハーワンサはアヌラーダプラにあったアヌラーダプラ大僧院（大寺派）の庇護者であった歴代の王達の偉業をたたえるために編纂されたと考えられている。

## パーリ語による叙事詩として
史実の記録としての重要性に加えて、マハーワンサはパーリ語による叙事詩としても最も重要な資料である。内容は主に戦いと侵略、調停における謀略、大規模な仏舎利塔や貯水池の建設で、それらが流暢に、かつ覚えやすい音となるように語られており、当時の仏教界を活写している。他の一般的な古代の文献とは違い、マハーワンサでは一般の人々の生活の様々な面、たとえば王の軍隊にどのように入ったかや農耕の様子などが語られている。そういったことから、マハーワンサはシルクロードを経由して他の多くの国の仏教徒に伝わったと考えられる。そして部分的に翻訳され、語りとして再構成され、それぞれの土地とその言語に浸透していったのであろう。カンボジアでは、マハーワンサの元の内容に詳細な記述を加えることでより規模の大きくなったマハーワンサが見つかっている。マハーワンサの内容はまた他の多くのパーリ語による年代記に表れることから、当時のスリランカはパーリ語による文明の一大拠点だったのではないかと推察される。

## 史実としての信頼性
アショーカ王以前の歴史的記述は、一般的に史実としては信頼性が低く、伝説に近いものであると考えられているが、それに比べるとマハーワンサの信頼性は高いと考えられている。
しかし例えば、マハーワンサ中でウィジャヤ王がスリランカに来たとしている時期は、ブッダの入滅 (紀元前543年) とタイミングを合わせるように編集されていて、ウィジャヤ王に関する記述については、史実は全体的にマハーワンサの記述よりも古い時期であろうと考えられている。
マヒンダ王子がスリランカの王を仏教に帰依させたとされていることについては、議論の対象となっている。ドイツのインド研究家ヘルマン・オルデンベルク (Hermann Oldenberg) は、釈迦と釈迦の教えについてのパーリ語の資料を多数翻訳しているが、この逸話については「創作である」と断じている。V. A. スミスもこの逸話は「整合性を欠く」としている。これはいずれも、アショーカ王法勅 (英: Rock Edict) にこの布教活動のことが触れられていないことを根拠としている 。
またアショーカ王がスリランカに仏教の布教を行ったとする時期についても不整合がある。マハーワンサではその時期は紀元前255年とされているが、アショーカ王法勅ではそれよりも６年早い紀元前260年である。
マハーワンサは2023年に世界の記憶に登録された。

## 出版物

### 翻訳、解説
- Turnour, George (C.C.S.): The Mahawanso in Roman Characters with the Translation Subjoined, and an Introductory Essay on Pali Buddhistical Literature. Vol. I containing the first thirty eight Chapters. Cotto 1837.
- Sumangala, H.; Silva Batuwantudawa, Don Andris de: The Mahawansha from first to thirty-sixth Chapter. Revised and edited, under Orders of the Ceylon Government by H. Sumangala, High Priest of Adam's Peak, and Don Andris de Silva Batuwantudawa, Pandit. Colombo 1883.
- Geiger, Wilhelm; Bode, Mabel Haynes (transl.); Frowde, H. (ed.): The Mahavamsa or, The great chronicle of Ceylon / translated into English by Wilhelm Geiger ... assisted by Mabel Haynes Bode...under the patronage of the government of Ceylon. London : Pali Text Society 1912 (Pali Text Society, London. Translation series ; no. 3).
- アナンダ・グルーゲ (Guruge, Ananda W.P.): Mahavamsa. Calcutta: M. P. Birla Foundation 1990 (Classics of the East).
- Ruwan Rajapakse, Concise Mahavamsa, Colombo, Sri Lanka, 2001
- 林五邦・平松友嗣訳, 邦訳マハーワンサー｢大史｣ (1932)